# Albrecht Adam

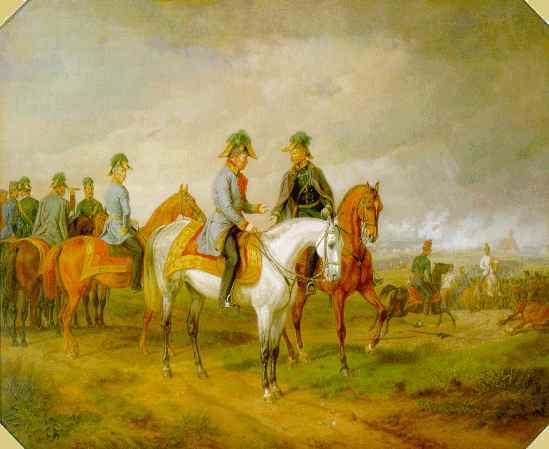
Slag bij Novara, 1858, Deutsches Historisches Museum, Berlijn

Albrecht Adam (Nördlingen, 16 april 1786 — München, 28 augustus 1862) was een Duitse kunstschilder. Hij schilderde hoofdzakelijk paarden en veldslagen.
Albrecht Adam ging als banketbakkershulpje naar Neurenberg en bezocht daar de tekenacademie, waar hij les volgde onder Christoph Zwinger (1744-1813) en later onder de Augsburger Johann Rugendas. In 1807 trok hij naar München om er aan de plaatselijke kunstacademie zijn studies voort te zetten. In 1809 deed hij tijdens een veldtocht tegen Oostenrijk ook de eerste indrukken op die later zijn werk zouden gaan beheersen. Hij woonde korte tijd in Wenen, waar hij de aandacht trok van de onderkoning van Italië, Eugène de Beauharnais, die hem tot hofschilder benoemde. Vanaf 1809 werkte Adam te Milaan. In 1812 nam hij, samen met de Beauharnais, deel aan Napoleons veldtocht naar Rusland en maakte veel schetsen die hij bij zijn terugkeer in München in 1815 tot 83 kleine veldslagscènes in olieverf verwerkte. De Russische campagne inspireerde hem ook tot het maken van een serie van 100 lithografieën, getiteld Voyage pittoresque et militaire de Willenberg en Prusse jusqu’à Moscou (1827–33), die hij maakte met de hulp van zijn zonen Benno en Franz.
Adam trok de aandacht van enkele hooggeplaatste figuren, zoals Maximiliaan I van Beieren en zijn opvolger, Lodewijk I van Beieren, voor wie Adam in 1838 de Slag bij Borodino (München, Residenz) schilderde. Voor Maximiliaan van Leuchtenberg schilderde Adam twaalf grote veldslagscènes, bestemd voor diens paleis in Sint-Petersburg. Verder haalde Adam ook andere commissies binnen die hem in 1829 naar Stuttgart brachten en in 1838 naar Mecklenburg.
Na 1848 werd hij als veldslagenschilder ingehuurd door maarschalk Radetzky en door keizer Frans Jozef I van Oostenrijk, van wie hij verscheidene portretten maakte tijdens zijn verblijf in Wenen (1855-1857). In 1848 had hij trouwens ook al een portret gemaakt van Radetzky, getiteld Veldmaarschalk Radetzky te paard (München, Neue Pinakothek).
In 1859 volgde Adam het leger van Napoleon III tijdens de Italiaanse campagne tegen de Oostenrijkers, die hij vastlegde in een aantal schetsen en tekeningen. Bij zijn terugkeer in München schilderde hij de Slag bij Landshut (1858-9) voor aartshertog Karel Lodewijk en de Slag bij Zorndorf (1859-62) (München, Maximilianeum) voor koning Maximiliaan II van Beieren. Adam werkte tot op hoge leeftijd, hoewel hij naar het eind van zijn leven werd bijgestaan door zijn zonen.
Albrecht Adam had vier zonen, die ook kunstschilders waren: Benno Adam (1812–1892), Franz Adam (1815–1886), Eugen Adam (1817–1880), en Julius Adam (1821–1874). Albrechts broer, Heinrich Adam (1787–1862), was ook kunstschilder.
- Bibliothèque nationale de France: cb10298003b (data)
- Gemeinsame Normdatei: 116006374
- International Standard Name Identifier: 0000 0001 1036 7947
- KulturNav: 5af4cf25-5aed-4a10-8f14-8c986009ba9e
- Library of Congress Control Number: n82052843
- Nationale Bibliotheek van Tsjechië: xx0092941
- Nederlandse Thesaurus van Auteursnamen: 070204055
- RKD-Nederlands Instituut voor Kunstgeschiedenis: 334
- SNAC: w6h16jfj
- Système universitaire de documentation: 221578099
- Union List of Artist Names: 500023862
- Virtual International Authority File: 7379643
- WorldCat: E39PBJvt9WKFHCd6Fmjh4pFVG3